# August Conradi
August Eduard Moritz Conradi (ur. 27 czerwca 1821 w Berlinie, zm. 26 maja 1873 w Berlinie) – niemiecki kompozytor, dyrygent, pianista i organista.

## Życiorys
W latach 1840–1842 studiował w Akademie der Künste w Berlinie u Augusta Wilhelma Bacha i Carla Friedricha Rungenhagena. W 1843 roku został organistą kościoła przy berlińskim Invalidenhaus. W 1844 roku wyjechał do Weimaru, gdzie był kopistą dzieł Ferenca Liszta. Od 1849 roku był kapelmistrzem teatru miejskiego w Szczecinie, później działał w Düsseldorfie i Kolonii. Po powrocie do Berlina działał jako dyrygent Wallner-Theater (1856–1864) i Victoria-Theater (1864–1873).
Był twórcą popularnych fars, operetek, śpiewogier i komedii muzycznych, m.in. Rübezahl (wyst. Berlin 1846 i Szczecin 1847), Die Braut des Flussgottes (wyst. Berlin 1859) i Das schönste Mädchen in Städtchen (wyst. Berlin 1868). Pisał też marsze i tańce. Skomponował 5 symfonii.